# Liste der Monuments historiques in Saint-Martin
Diese Liste führt die Monuments historiques im französischen Überseegebiet Saint-Martin auf. Sie basiert auf der Datenbank Base Mérimée des französischen Kulturministeriums.
| Bezeichnung          | Beschreibung | Standort                  | Kennzeichnung | Schutzstatus | Datum | Bild           |
| -------------------- | ------------ | ------------------------- | ------------- | ------------ | ----- | -------------- |
| Roche gravée de Moho | Petroglyphe  | Quartier d’Orléans (Lage) | PA97100036    | Classé       | 2012  | weitere Bilder |